# AK-47

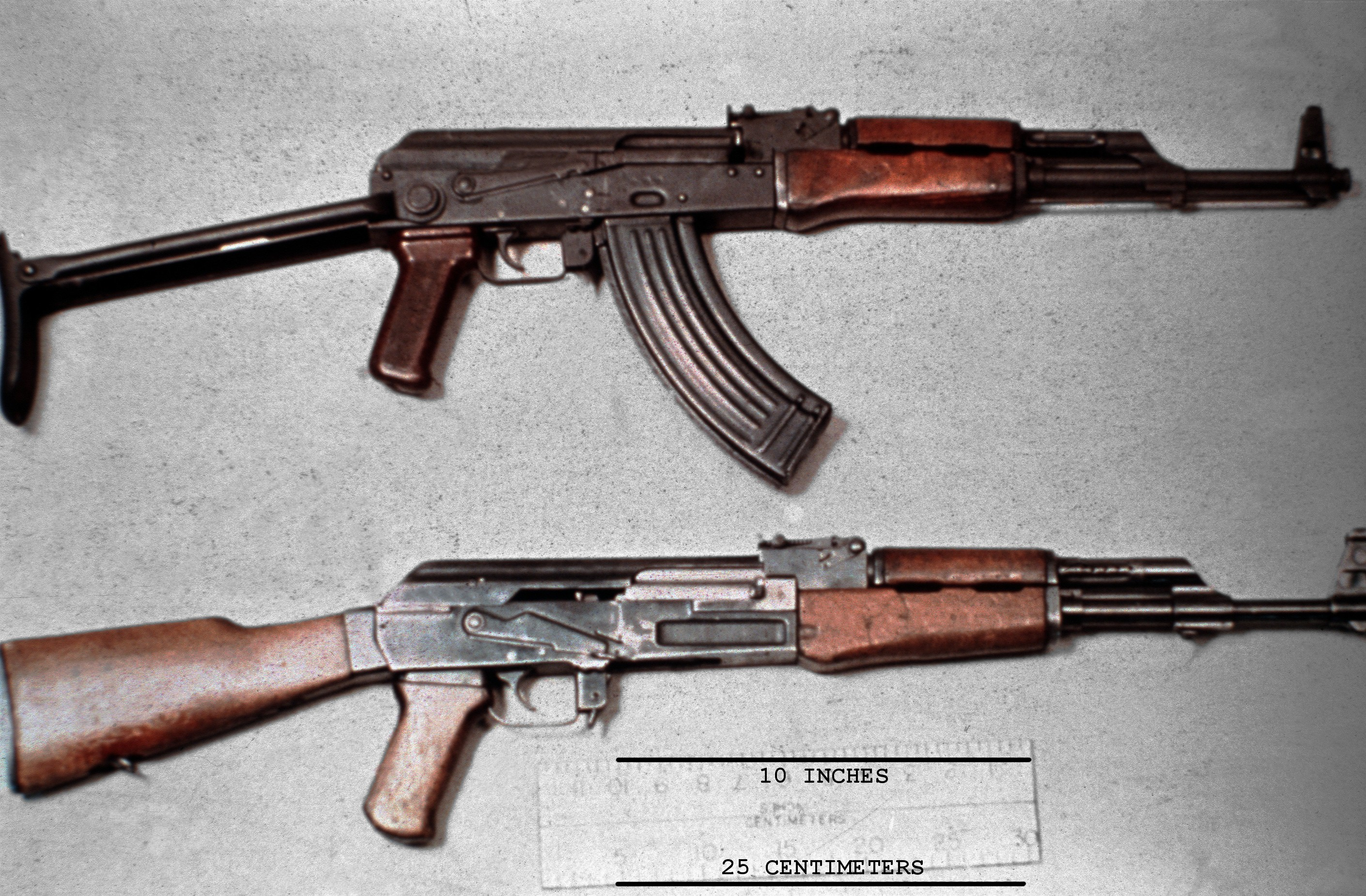
AKMS en AK-47

Vlag van Mozambique met AK-47

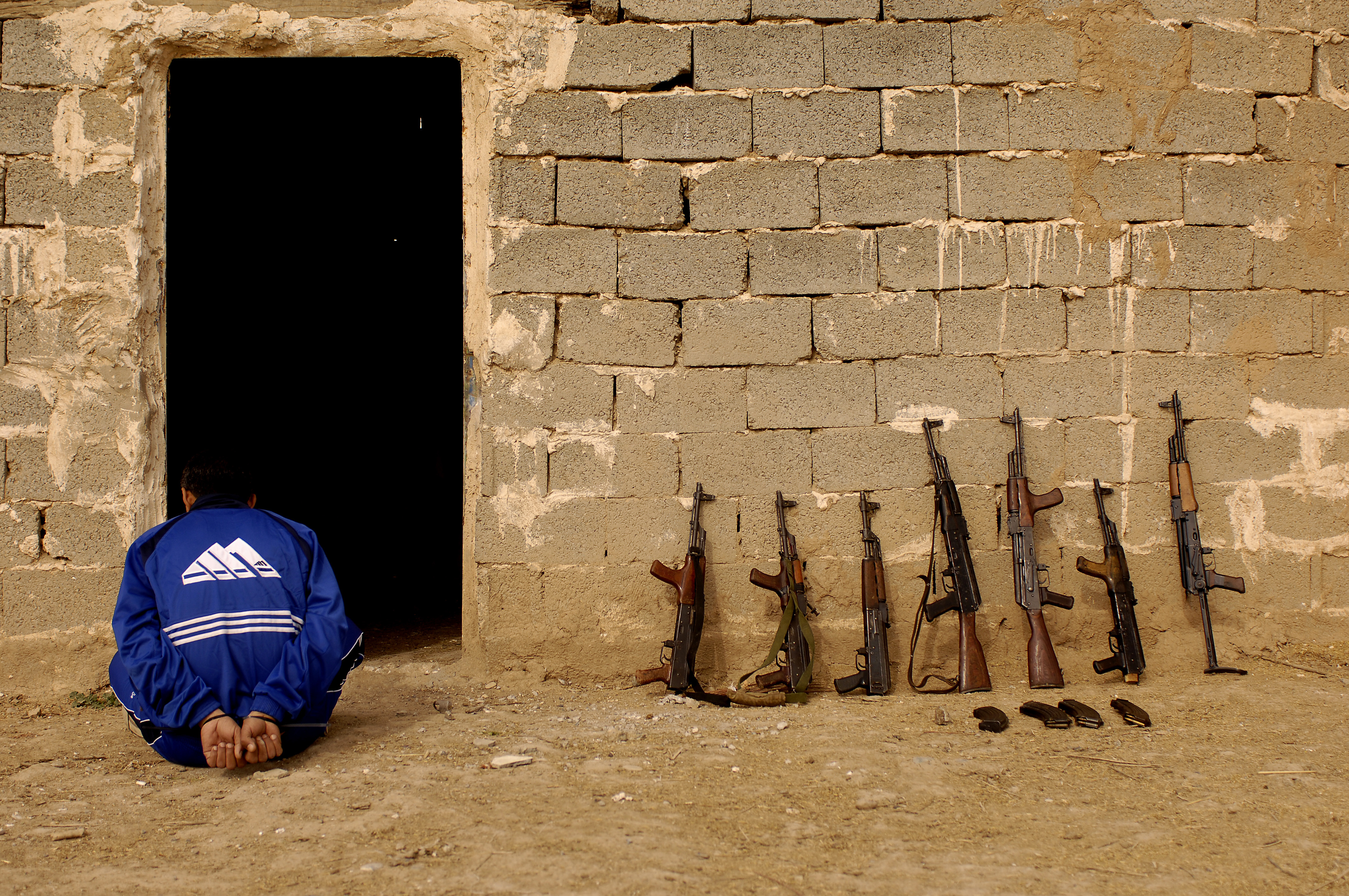
Inwoner van Irak gearresteerd voor illegaal wapenbezit, en verschillende AK-47's

De AK of Kalasjnikov, vaak AK-47 genoemd, is een aanvalsgeweer ontworpen door Michail Kalasjnikov. De volledige naam is 7,62-mm Avtomat Kalasjnikova, Russisch: 7,62-мм Автомат Калашникова, vrij vertaald is dat "Automatische Kalasjnikov kaliber 7,62-mm". Het dankt zijn populariteit onder militaire organisaties over de hele wereld aan de betrouwbaarheid, het gemakkelijke onderhoud en de relatief lage productiekosten.

## Geschiedenis
Het leger van de Sovjet-Unie was al voor de Tweede Wereldoorlog op zoek naar een lichtgewicht zelfladend geweer: een wapen met de kracht van een geweer en de vuursnelheid van een machinepistool. In 1943 werd een patroon ontwikkeld met een relatief geringe terugslag. Automatische geweren hebben een hoge vuursnelheid, zij kunnen veel schoten per minuut schieten; om het wapen hanteerbaar te houden mag de terugslag van elk schot niet te hoog zijn. Deze patroon, 7,62x39 mm M43, was ontwikkeld door N.M. Elizarov en B.V. Semin.
Tijdens een verblijf in het ziekenhuis vernam sergeant Kalasjnikov van de behoefte aan een wapen voor de patroon. Kalasjnikov was een tankbestuurder met een grote interesse in wapens. Hij bestudeerde de literatuur en bekeek ook reeds bestaande wapens, waaronder het Duitse Sturmgewehr 44, StG 44 en het Sturmgewehr 45(M), StG 45 waarvan de Russen tegen het einde van de oorlog de prototypetekeningen hadden gevonden. Zijn eerste ontwerp werd afgekeurd, maar een nieuw ontwerp werd in 1946 goedgekeurd door de Hoofdcommissie van de Artillerie in Moskou. Doorslaggevend waren de betrouwbaarheid en de vuurkracht. De commissie gaf hem toestemming om verscheidene prototypen te produceren. De productie verliep aanvankelijk erg langzaam, gaandeweg werd het ontwerp enkele malen aangepast. In 1949 werd de AK-47 ingevoerd voor de Sovjetlegers.

## Kenmerken
Het karakteristieke gebogen magazijn biedt ruimte aan dertig patronen. De productiekosten zijn laag. Het wapen is gemakkelijk schoon te maken en te repareren, ook in het veld. Het wapen staat bekend om zijn betrouwbaarheid: ook als het wapen erg vuil is geworden, of zelfs is overreden, blijft het vaak nog werken.
Er zijn talloze modellen en fabricaten in omloop, met uiteenlopende accuratesses. Sommige modellen hebben een klapkolf, andere een vaste. Nieuwere modellen gebruiken kunststof in plaats van hout. Er zijn modellen met en zonder bajonet.
Het oermodel werd tot 1959 geproduceerd; dat jaar ging een gewijzigd ontwerp, de AKM, in productie. Dit model was vooral bedoeld om sneller en goedkoper geproduceerd te kunnen worden: veel gefreesde onderdelen werden bijvoorbeeld vervangen door gestanste. Ook werd een vuursnelheidsbegrenzer ingebouwd die het wapen bij automatisch vuur beter controleerbaar maakte en werd de mondingsrem vervangen door een effectiever exemplaar.
Een verdere ontwikkeling werd vanaf 1974 geproduceerd als de AK-74. Deze verschilt voornamelijk van de AKM omdat hij voor 5,45x39 mm-patronen is gemaakt in plaats van 7,62x39 mm. Uiterlijk is hij vooral te herkennen aan de grootte en mondingsrem aan het uiteinde van de loop.

## Verspreiding
Het wapen werd al snel gebruikt en in productie genomen door bondgenoten van de Sovjet-Unie, zoals China, Polen en Joegoslavië. Gedurende de Koude Oorlog werd het geweer op grote schaal in Afrika verspreid, waar verzetsbewegingen streden tegen koloniale mogendheden. Daaraan heeft het zijn imago van verzetswapen te danken, het wapen en de vlag van Mozambique toont nog altijd een AK-47. Er zijn ook legio goedkope imitaties gemaakt, waaronder de bijna-kopie Type 56 en de bull-pup Type 86.
Schattingen van het aantal geproduceerde AK-47's en varianten lopen uiteen, maar een totaal van 30 tot 50 miljoen is een vaak genoemd aantal. Een persbericht van Oxfam Novib stelt dat er in 2006 100 miljoen AK-47-geweren – al dan niet illegaal – in de wereld in omloop zijn. Ten minste 82 landen hebben AK-47-geweren in hun staatsarsenaal.

### AK
- AK: Avtomat Kalasjnikova = Automatische Kalasjnikov[3]
- Land van herkomst: Sovjet-Unie
- Materialen: staal en hout
- Kaliber: 7,62 × 39 mm
- Lengte geheel: 870 mm
- Looplengte: 415 mm
- Magazijninhoud: 30 patronen
- Vizierbereik: 100 tot 800 meter in stappen van 100 meter
- Vizierlijn: 378 mm
- Accurate afstand: 350 m
- Gewicht met leeg magazijn: 3800 g
- Gewicht met vol magazijn: 4300 g
- Gewicht stalen magazijn: 330 g
- Gewicht magazijn van het eerste type: 430 g
- Gewicht bajonet: 100 g
- Gewicht schede: 270 g
- Vuursnelheid: 600 schoten per minuut
- Mondingssnelheid: 720 m/s
- Mondingsenergie: 1990 joule

### AKM of Gemoderniseerde AK
- AKM: Modernizirovannyj Avtomat Kalasjnikova (Gemoderniseerde Automatische Kalasjnikov)[4]
- Kaliber: 7,62 mm
- Patroon: 7,62x39mm
- Lengte geheel: 880 mm
- Looplengte: 415 mm
- Magazijninhoud: 30 patronen
- Vizierbereik: 100 tot 1000 meter in stappen van 100 meter
- Vizierlijn: 378 mm
- Accurate afstand: 350 m
- Gewicht met leeg magazijn: 3100 g
- Gewicht met vol magazijn: 3600 g
- Gewicht leeg lichtmetalen magazijn: 170 g
- Gewicht leeg stalen magazijn: 330 g
- Gewicht bajonet: 260 g
- Gewicht schede: 190 g
- Vuursnelheid: ong. 600 schoten per minuut
- Mondingssnelheid: 715 m/s
- Mondingsenergie: 2019 joule

### AKMS of AKM met plooikolf
- AKMS: Modernizirovannyj Avtomat Kalasjnikova so skladyvajoesjtsjimsja prikladom (Gemoderniseerde Automatische Kalasjnikov met opvouwbare kolf)[4]
- Kaliber: 7,62 mm
- Patroon: 7,62x39mm
- Lengte geheel: 880 mm
- Lengte met kolf opgevouwen: 640 mm
- Looplengte: 415 mm
- Magazijninhoud: 30 patronen
- Vizierbereik: 100 tot 1000 meter in stappen van 100 meter
- Vizierlijn: 378 mm
- Accurate afstand: 350 m
- Gewicht met leeg magazijn: 3300 g
- Gewicht met vol magazijn: 3800 g
- Gewicht leeg lichtmetalen magazijn: 170 g
- Gewicht leeg stalen magazijn: 330 g
- Gewicht bajonet: 260 g
- Gewicht schede: 190 g
- Vuursnelheid: ong. 600 schoten per minuut
- Mondingssnelheid: 715 m/s
- Mondingsenergie: 2019 joule